# Logisch volumebeheer
Logisch volumebeheer is een techniek waarbij fysieke opslagcapaciteit in de vorm van harddisks wordt gevirtualiseerd tot één virtueel opslaggebied. In een logische volumeomgeving bepaalt slechts het besturingssysteem op welke fysieke schijf de informatie wordt opgeslagen. Op deze wijze wordt de applicatieprogrammatuur ontheven van de taak om te bepalen waar data terechtkomen.
Het belangrijkste voordeel van logischvolumebeheer is het vrijwaren van programmeur en beheerder van opslagorganisatie. De beheerder rest slechts de taak te controleren of het systeem voldoende schijfcapaciteit beschikbaar heeft. 
Een belangrijk nadeel van logisch volumebeheer is juist ook dat de beheerder niet de organisatie van de schijfopslag beheert, of zelfs maar weet. In de praktijk is het dus onbekend op welke fysieke schijf data zijn geplaatst. Dat betekent dat indien een schijf defect raakt, het gehele opslaggebied is gecorrumpeerd en in zijn geheel moet worden hersteld. Dit nadeel is met moderne schijfbeheerstechnieken zoals mirroring, RAID-5 overigens een stuk minder riskant geworden.
De beheerder kan deze controle enigszins terugkrijgen door meerdere logische volumes aan te maken. Hij kan dan per volume bepalen op welke schijven het besturingssysteem de data mag plaatsen en kan hier tussentijds wijzigingen in aanbrengen, waarna het besturingssysteem de data gaat verplaatsen.
Van logisch volumebeheer zijn in de loop der tijd verscheidene implementaties gemaakt onder verschillende namen:
- IBM past het concept onder "single level storage" al sinds 1978 toe in zijn S/38 en de opvolgers AS/400 en E-Server iSeries (i5).
- Wederom IBM heeft het onder de naam "logical volume management" geïmplementeerd in AIX en OS/2
- Microsoft heeft het onder de naam "logisch volumebeheer" geïmplementeerd in Windows Server 2003 en hoger (in Windows XP zit een sterk gekortwiekte versie).
- Onder Linux is "logical volume management" beschikbaar sinds Linux 2.4.
- IBM heeft voor Linux een geavanceerd volumebeheersysteem ontwikkeld, "Enterprise Volume Management System".